# Nationale mesterskaber i landevejscykling 2016
Nationale mesterskaber i landevejscykling 2016 startede i Australien og New Zealand i januar. De fleste andre mesterskaber blev arrangeret i sidste uge af juni, før Tour de France.

## Resultater
|                | Mænd                 | Mænd                 | Kvinder                | Kvinder               | Mænd, U23             | Mænd, U23             |
| Nation         | Landevej             | Enkeltstart          | Landevej               | Enkeltstart           | Landevej              | Enkeltstart           |
| -------------- | -------------------- | -------------------- | ---------------------- | --------------------- | --------------------- | --------------------- |
| Australien     | Jack Bobridge        | Rohan Dennis         | Amanda Spratt          | Katrin Garfoot        |                       |                       |
| Belgien        | Philippe Gilbert     | Victor Campenaerts   | Kaat Hannes            | Ann-sophie Duyck      |                       |                       |
| Canada         | Bruno Langlois       | Ryan Roth            | Annie Foreman-Mackey   | Tara Whitten          |                       |                       |
| Danmark        | Alexander Kamp       | Martin Toft Madsen   | Emma Cecilie Norsgaard | Cecilie Uttrup Ludwig | Mads Würtz Schmidt    | Mads Würtz Schmidt    |
| Estland        | Mihkel Raim          | Gert Jõeäär          | Kelly Kalm             | Liisi Rist            |                       |                       |
| Finland        |                      | Samuel Pökälä        |                        | Lotta Lepistö         |                       | Oskari Vainionpaa     |
| Frankrig       | Arthur Vichot        | Thibaut Pinot        | Edwige Pitel           | Audrey Cordon         |                       |                       |
| Holland        | Dylan Groenewegen    | Tom Dumoulin         | Anouska Koster         | Annemiek van Vleuten  | Fabio Jakobsen        | Tim Rodenburg         |
| Hviderusland   | Kanstantsin Siwtsow  | Kanstantsin Siwtsow  | Tatsjana Sjarakova     | Tatsjana Sjarakova    |                       |                       |
| Irland         | Nicolas Roche        | Nicolas Roche        | Lydia Boyland          | Anna Turvey           |                       |                       |
| Italien        | Giacomo Nizzolo      | Manuel Quinziato     | Elena Cecchini         | Elisa Longo Borghini  | Simone Consonni       | Filippo Ganna         |
| Letland        | Gatis Smukulis       | Gatis Smukulis       | Lija Laizane           | Lija Laizane          |                       | Krists Neilands       |
| Litauen        | Ramūnas Navardauskas | Ignatas Konovalovas  | Daiva Tuslaite         | Ausrine Trebaite      | Linas Rumšas          | Raimondas Rumšas      |
| Luxembourg     | Bob Jungels          | Bob Jungels          | Christine Majerus      | Christine Majerus     |                       |                       |
| New Zealand    | Jason Christie       | Patrick Bevin        | Rushlee Buchanan       | Rushlee Buchanan      |                       |                       |
| Norge          | Edvald Boasson Hagen | Edvald Boasson Hagen | Vita Heine             | Vita Heine            | Amund Grøndahl Jansen |                       |
| Polen          | Rafał Majka          | Maciej Bodnar        | Katarzyna Niewiadoma   | Katarzyna Niewiadoma  | Michał Paluta         | Patryk Stosz          |
| Portugal       | José Mendes          | Nélson Oliveira      |                        |                       | Ruben Guerreiro       | Gaspar Goncalves      |
| Rusland        | Pavel Kotjetkov      | Sergej Tjernetskij   |                        | Tatjana Antosjina     |                       |                       |
| Slovakiet      | Juraj Sagan          | Marek Čanecký        | Janka Števková         | Lucia Valachová       |                       |                       |
| Slovenien      | Jan Tratnik          | Primož Roglič        |                        | Urša Pintar           |                       |                       |
| Spanien        | José Joaquín Rojas   | Jon Izagirre         | Margarita Garcia       | Anna Sanchis          | Óscar Pelegrí         | Martin Bouzas Rey     |
| Storbritannien | Adam Blythe          | Alex Dowsett         | Hannah Barnes          | Hayley Simmonds       | Tao Geoghegan Hart    | Scott Davies          |
| Schweiz        | Jonathan Fumeaux     | Fabian Cancellara    | Doris Schweizer        | Doris Schweizer       |                       | Martin Schäppi        |
| Sverige        | Richard Larsen       | Alexander Wetterhall | Emma Johansson         | Emma Johansson        |                       |                       |
| Sydafrika      | Jaco Venter          | Daryl Impey          | An-Li Kachelhoffer     | Juanita Venter        |                       |                       |
| Tjekkiet       | Roman Kreuziger      | Leopold König        | Martina Sáblíková      | Martina Sáblíková     | Michal Schlegel       | Michal Schlegel       |
| Tyskland       | André Greipel        | Tony Martin          | Mieke Kröger           | Trixi Worrack         |                       | Maximilian Schachmann |
| USA            | Gregory Daniel       | Taylor Phinney       | Megan Guarnier         | Carmen Small          |                       |                       |
| Østrig         | Matthias Brändle     | Matthias Brändle     | Christina Perchtold    | Martina Ritter        |                       |                       |